# Piero Tosi

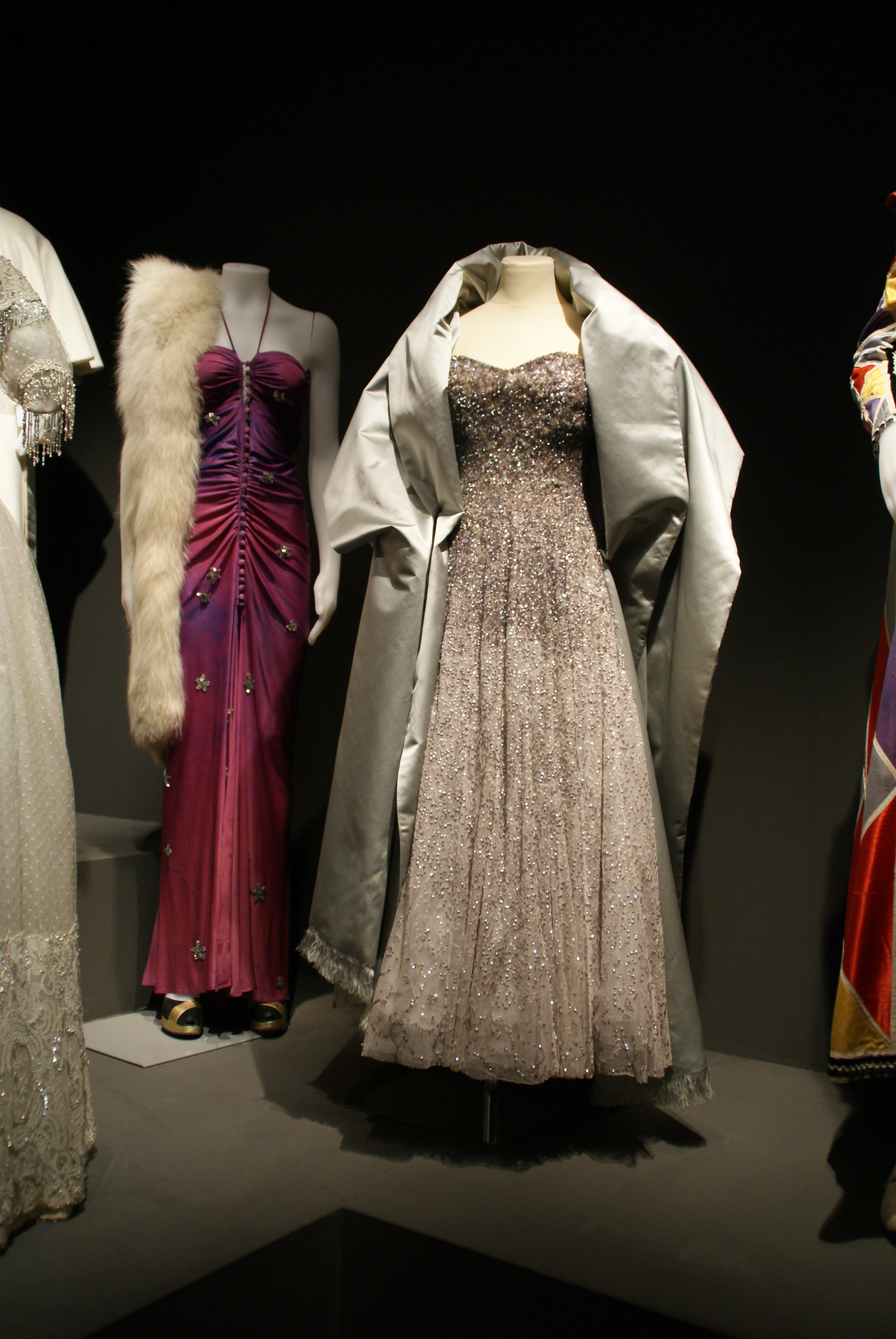
Klänning som Charlotte Rampling bar i filmen Nattportieren från 1974

Piero Tosi, född 10 april 1927 i Sesto Fiorentino, död 10 augusti 2019 i Rom, var en italiensk kostymtecknare. Han var vid fem tillfällen nominerad för en Oscar för bästa kostym; han mottog en Heders-Oscar 2013. Tosi skapade kläder till bland annat Sinnenas rus, Den vackraste, Leoparden, Igår, idag, imorgon, Döden i Venedig, Nattportieren och La Traviata.